# Syracuse Nationals
Syracuse Nationals (en español: Nacionales de Siracusa) fue un equipo de baloncesto profesional que formó parte de la National Basketball League (NBL) y de la National Basketball Association (NBA), existiendo desde 1939 hasta 1963. Actualmente son conocidos como Philadelphia 76ers y es la franquicia más antigua de la NBA.
El equipo comenzó en Syracuse, Nueva York, como Syracuse Nationals, un equipo profesional independiente. En 1946 entraron en la NBL para tres años. En 1949, después de la unificación de esta con la BAA, creando la NBA, se unieron, junto a otros siete equipos, a esa. En 1955, los Nationals liderados por Dolph Schayes ganaron el campeonato de la NBA.

## Historia
Era propiedad del inmigrante italiano Danny Biasone, y en su primera temporada, tras acabar con 21 victorias y 23 derrotas, consiguieron acceder a los playoffs, donde fueron batidos por sus vecinos del norte, los Rochester Royals, en 4 partidos. Tras otra temporada en la cual fueron de nuevo batidos a las primeras de cambio en playoffs, el año siguiente se incorporó como jugador Dolph Schayes, con el cual consiguieron por primera vez un balance positivo a finales de la temporada regular, ganando 40 de los 63 partidos. Tras pasar la primera ronda de playoffs, acabaron sucumbiendo ante Anderson Duffey Packers en 4 partidos. En 1949, los Nationals, junto con otros siete equipos de la NBL se fusionaron con la Basketball Association of America para formar la NBA.
Su primera temporada en la gran liga no pudo ser mejor, ya que llegaron a la Final, cayendo derrotados ante Minneapolis Lakers, que contaba en sus filas con jugadores como George Mikan, Jim Pollard o Vern Mikkelsen. El año siguiente el rendimiento del equipo no fue tan bueno en la fase regular, acabando con 32 victorias y 34 derrotas, en la cuarta posición de la División Este. Pero al llegar los playoffs se transformaron, derrotando a los favoritos, Philadelphia Warriors por 2–0 en las semifinales de la división, cayendo finalmente ante los New York Knicks en 5 partidos en la final de división, perdiendo por dos puntos en el definitivo quinto partido. En 1955, los Nationals (liderados por Dolph Schayes) ganaron por fin el campeonato.
A comienzos de los años 1960, los Nationals pasaban por un mal momento. Syracusa era una de las últimas ciudades de tamaño medio, y resultó muy pequeña para que un equipo profesional fuera rentable. El empresario papelero Irv Kosloff le compró los Nationals a Danny Biasone y mudó el equipo a Filadelfia en 1963. La NBA, entonces, retornó a Filadelfia un año después de que los Warriors se habían mudado a San Francisco. Se llevó a cabo un concurso para decidir que nombre llevaría el equipo, el ganador fue Walt Stahlberg, quien propuso el nombre de "76ers," en conmemoración de la firma de la declaración de independencia llevada a cabo en Filadelfia en 1776. El nombre fue rápidamente acortado a "Sixers" por los medios, y pronto ambos nombres se usaron indistintamente para referirse al equipo.

## Trayectoria
| Año               | G   | P   | Pct. | Resultado             | Playoffs                                                         |
| ----------------- | --- | --- | ---- | --------------------- | ---------------------------------------------------------------- |
| 1946-47           | 21  | 23  | .467 | 4.º Puesto            | Pierde en 1.ª Ronda NBL 1-3 (Rochester Royals)                   |
| 1947-48           | 24  | 36  | .400 | 5.º Puesto            | Pierde en 1.ª Ronda NBL 0-3 (Anderson Duffey Packers)            |
| 1948-49           | 40  | 23  | .635 | 2.º Puesto            | Pierde en Semifinales del Este NBL 1-3 (Anderson Duffey Packers) |
| 1949-50           | 51  | 13  | .797 | Campeón División Este | Pierde en Finales del Este 2–4 (Minneapolis Lakers)              |
| 1950-51           | 32  | 34  | .485 | 4.º, Este             | Pierde en Finales del Este 2–3 (New York Knicks)                 |
| 1951-52           | 40  | 26  | .606 | Campeón División Este | Pierde en Finales del Este 1–3 (New York Knicks)                 |
| 1952-53           | 47  | 24  | .662 | 2.º, Este             | Pierde en Semifinales del Este 0–2 (Boston Celtics)              |
| 1953-54           | 42  | 30  | .583 | 2.º, Este             | Pierde Finales de la NBA 3–4 (Minneapolis Lakers)                |
| 1954-55           | 43  | 29  | .597 | Campeón División Este | Gana Campeonato de la NBA 4–3 (Fort Wayne Pistons)               |
| 1955-56           | 35  | 37  | .486 | 3.º, Este             | Pierde en Finales del Este 2–3 (Philadelphia Warriors)           |
| 1956-57           | 38  | 34  | .528 | 2.º, Este             | Pierde en Finales del Este 0–3 (Boston Celtics)                  |
| 1957-58           | 41  | 31  | .569 | 2.º, Este             | Pierde en Semifinales del Este 1–2 (Philadelphia Warriors)       |
| 1958-59           | 35  | 37  | .486 | 3.º, Este             | Pierde en Finales del Este 3–4 (Boston Celtics)                  |
| 1959-60           | 45  | 30  | .600 | 3.º, Este             | Pierde en Semifinales del Este 1–2 (Philadelphia Warriors)       |
| 1960-61           | 38  | 41  | .481 | 3.º, Este             | Pierde en Finales del Este 1–4 (Boston Celtics)                  |
| 1961-62           | 41  | 39  | .513 | 3.º, Este             | Pierde en Semifinales del Este 2–3 (Philadelphia Warriors)       |
| 1962-63           | 48  | 32  | .600 | 2.º, Este             | Pierde en Semifinales del Este 2–3 (Cincinnati Royals)           |
| 3 NBL Temporadas  | 85  | 82  | .509 |                       |                                                                  |
| 14 NBA Temporadas | 576 | 437 | .569 |                       |                                                                  |